# Normannia (Schiff, 1890)
Die 1890 in Dienst gestellte Normannia war der dritte Drei-Schornstein-Schnelldampfer der Hamburg-Amerikanische Packetfahrt-Actien-Gesellschaft (HAPAG). Im Jahr davor waren schon die etwas kleineren Schwesterschiffe Augusta Victoria und Columbia in den Dienst der Reederei gekommen. Die bei Fairfield gebaute Normannia blieb von 1890 bis 1898 im Nordatlantikdienst der HAPAG. Ihr folgte mit der sehr ähnlichen Fürst Bismarck noch ein weiterer Schnelldampfer 1891 in den Dienst der Gesellschaft.
Die Normannia wurde 1898 nach Spanien verkauft, wo sie zum Hilfskreuzer Patriota umgerüstet wurde.
Nach dem Amerikanisch-Spanischen Krieg wurde sie nach Frankreich weiterverkauft. Das in L'Aquitaine umbenannte Schiff wurde 1906 abgebrochen.

## Im Dienst der HAPAG
Die am 9. Februar 1890  bei Fairfield in Glasgow vom Stapel gelaufene Normannia wurde am 3. Mai  1890 der HAPAG übergeben und trat am 25. Mai ihre Jungfernfahrt nach New York an. Sie war der dritte Doppelschrauben-Schnelldampfer der HAPAG auf dem Nordatlantik und übertraf die beiden vorangegangenen Schiffe in der Größe und konnte etwa 70 Kabinen- und 120 Zwischendecks-Passagiere zusätzlich an Bord nehmen.
Die Normannia erwies sich als zuverlässiges und schnelles Schiff. In den Jahren 1893/1894 war sie mit einer durchschnittlichen Postlaufzeit von 169,7 Stunden auf der Strecke London – New York das schnellste Schiff. Der schnellste britische Dampfer brauchte im Schnitt fünf Stunden länger und die deutsche Konkurrenz des Norddeutschen Lloyd (NDL) und die französischen Mitbewerber brauchten erheblich länger.
Allerdings gab es im Winter kein ausreichendes Publikumsinteresse an der Querung des Nordatlantiks und die Hapag-Schnelldampfer mussten auf anderen Strecken eingesetzt werden. Am 4. Januar 1895 erfolgte der erste Einsatz der Normannia auf der seit 1894 gemeinsam mit dem NDL betriebenen Mittelmeerstrecke von Genua nach New York. Auch Kreuzfahrten im Mittelmeer wurden mit dem Schiff durchgeführt.
Diese „Vergnügungsreisen“ ins Mittelmeer, nach Norden bis Spitzbergen oder zu den Westindischen Inseln wurden zu einem festen Bestandteil des Angebotes der HAPAG.
Im Oktober 1895 wurde die Normannia als erster und einziger Schnelldampfer vor dem Ersten Weltkrieg zu einem Hilfskreuzer der Kaiserlichen Marine ausgerüstet und zu Manövern mit der Flotte herangezogen. Bewaffnet mit acht 15-cm-Geschützen, vier 12-cm-Kanonen und weiteren leichteren Waffen wurde sie am 21. Oktober unter Korvettenkapitän Oskar Truppel in Dienst gestellt, um den Mangel an Aufklärungsschiffen in einem Manöver auszugleichen. Neben den vielen Kanonen führte der Schnelldampfer noch zwei 22-Tonnen-Torpedoboote mit sich, die mit je vier Torpedos bewaffnet waren. Derartige leichte Torpedoboote an Bord waren zu der Zeit noch häufig auf größeren Kriegsschiffen vieler Nationen zu finden. Nach 15 Tagen schied die Normannia  wieder aus der Flotte aus. Das Experiment wurde nicht wiederholt.
Am 6. November 1897 startete die Normannia in Hamburg zu ihrer letzten Reise über Southampton nach New York. Am 8. Dezember 1897 erfolgte dann auch der letzte Start von Genua über Neapel nach New York. Aus der anschließenden Winterüberholung kehrte sie nicht wieder in den Liniendienst der HAPAG zurück.

## Spanischer HilfskreuzerPatriota

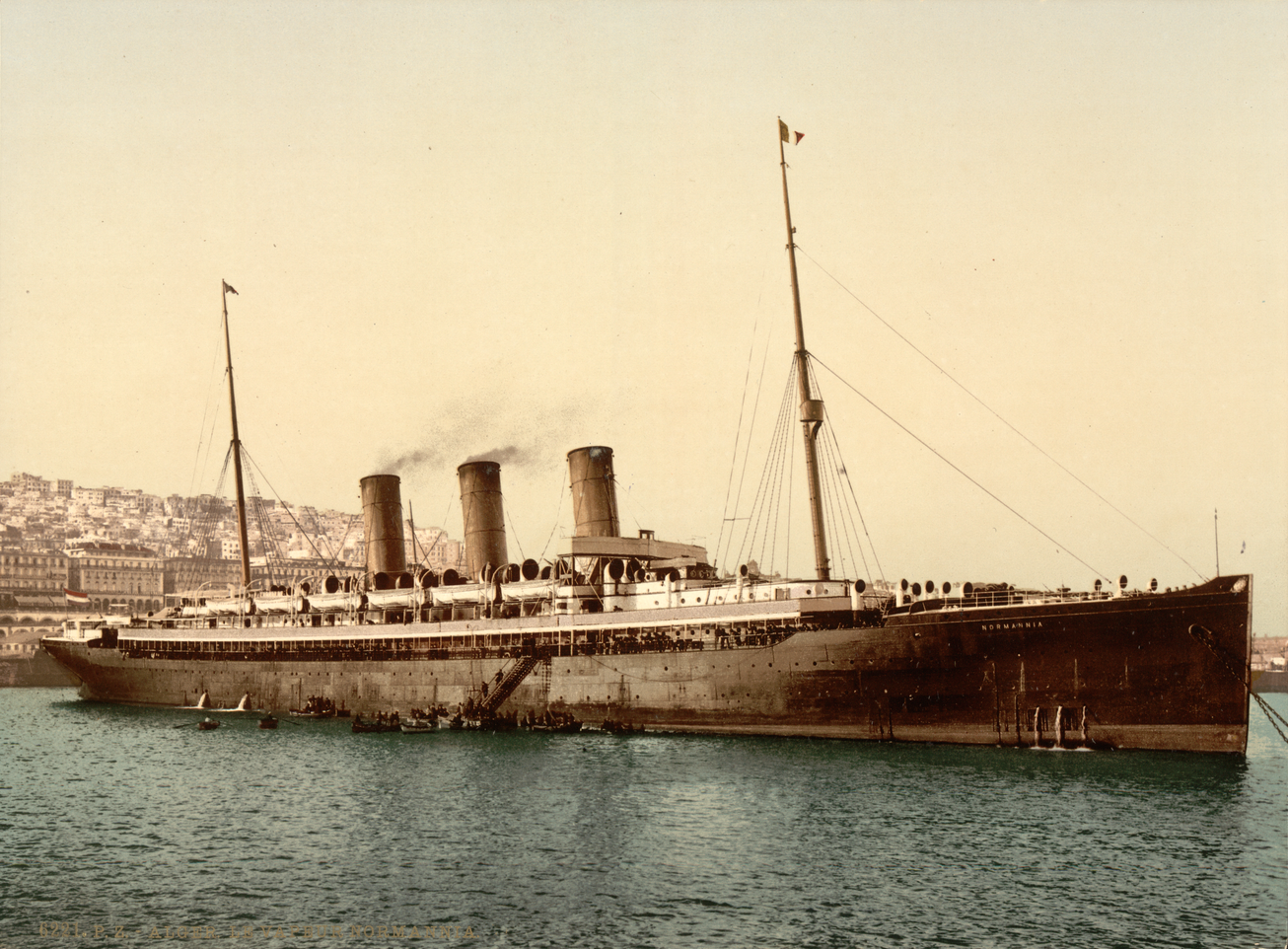
SS Normannia, in Algier, ca. 1899

Die HAPAG verkaufte am 8. April 1898 die Columbia und die Normannia nach Spanien, wo die beiden Schnelldampfer zu Hilfskreuzern wegen des Spanisch-Amerikanischen Krieges ausgerüstet wurden. Die Normannia kam am 20. April als Hilfskreuzer Patriota, bewaffnet mit vier 12 cm/L40-Skoda-Schnellfeuergeschützen und zehn 47mm/L44-Kanonen, in den Dienst der spanischen Marine und wurde dem Entsatzgeschwader für die Philippinen (Linienschiff Pelayo, Kreuzer Emperador Carlos V, die Hilfskreuzer Patriota und Rapido, drei Zerstörer und zwei Transporter) zugeteilt. Mit diesem Geschwader marschierte sie am 16. Juni 1898 aus Cádiz bis Port Said (5. Juli), wo dem Geschwader Kohlen verweigert wurden und so eine Weiterfahrt kaum möglich war. Inzwischen hatten auch die Amerikaner die Seeschlacht vor Santiago de Cuba gewonnen, was die Spanier Aktivitäten Richtung Europa befürchten ließ. Das Geschwader wurde zurückgerufen, trat am 11. Juli 1898 den Rückmarsch an und wurde am 25. Juli aufgelöst.
Bei sich abzeichnendem Kriegsende wurde der Hilfskreuzer nach Kuba zur Rückführung  spanischer Truppen und Schiffe entsandt. Am 1. Januar 1899 begann die Rückreise mit Truppen und zurückzuführenden Schiffen. Diese waren alle in einem schlechten Zustand und mussten zum Teil geschleppt werden. So lief der Konvoy zunächst Fort de France an. Ein Teil der Schiffe wurde verkauft. Erst nach zwei Monaten und dem Eintreffen weiterer Schiffe begann der Rückmarsch über den Atlantik, bei dem die beiden ehemaligen HAPAG-Schnelldampfer und Hilfskreuzer Patriota und Rapido häufig Schleppaufgaben übernehmen mussten. Erst im April 1899 war die Patriota wieder in Cádiz.

## Im Dienst derCompagnie Générale Transatlantique
Für die Versorgung der spanischen Schiffe, die nach Fort-de-France geflüchtet waren, nahm die französische Regierung die Patriota in Zahlung.
Umbenannt in  L´Aquitaine kam die ehemalige Normannia am 9. Dezember 1899 in den Dienst der Compagnie Générale Transatlantique (CGT) auf der Strecke von Le Havre nach New York, wo sie die La Bourgogne (1886, 7089 BRT, 17,5 kn) ersetzte, die im Juli nach einer Kollision gesunken war. Die L´Aquitaine war das erste Drei-Schornstein-Schiff der Gesellschaft. Ihre 33. und letzte Fahrt auf der Route zwischen Le Havre und New York begann am 9. September 1905. Die CGT entschloss sich, das Schiff stillzulegen, da für das im Ausland gebaute Schiff vom Staat nicht länger Subventionen gezahlt wurden.
Im April 1906 wurde die L´Aquitaine in Bo’ness abgewrackt.